# 小行星1375
小行星1375（1375 Alfreda）是一颗绕太阳运转的小行星，为主小行星带小行星。该小行星于1935年10月22日发现。
該小行星以發現者歐仁·約瑟夫·德爾波特的朋友阿爾弗雷達（Alfreda）命名。

## 轨道参数
小行星1375的轨道半长轴为2.4476697 UA，离心率为0.070。